# Kebe-kebe
Pour les articles homonymes, voir Kébé.

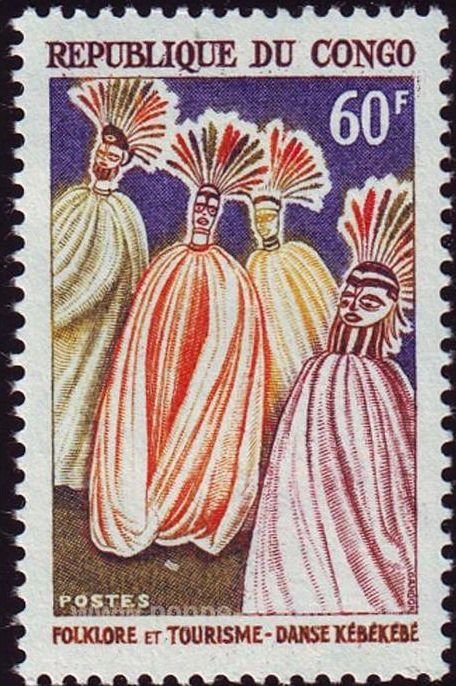
Masque kebekebe (timbre émis en 1964).

Le kebe-kebe ou kebekebe désigne une danse et une société initiatique du Congo. Créée par les Koyo (Kuyu-Ngombe d'Owando et de ses environs, elle est aussi dansée par les Mbochi à côté de leurs danses régulières (olee, danse guerrière koma, etc.). 
Il existe deux déclinaisons de cette danse, le kebe-kebe ya ndzo, littéralement "kebe-kebe du serpent" et le kebe-kebe ludique ordinaire. 

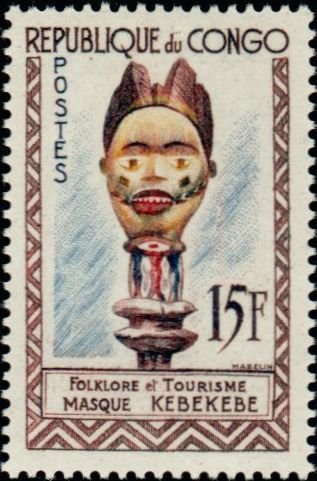
Masque kebekebe (timbre émis en 1963).

La danse du Serpent relève de la sphère des discours cosmogoniques mythiques et instruit sur la conception Koyo-Ngombe de l'origine de l'Univers, qui aurait été vomi par le Grand Serpent originaire. Elle détaille les événements qui ont précédé la naissance des ancêtres archaïques qui figurent sous la forme de masques singuliers que découvrent les initiés  au cours de la phase terminale de la cérémonie rituelle. 
La forme ordinaire du kebe-kebe s'apparente à un sport festif où s'affrontent les meilleurs danseurs des différents villages. Ils ressemblent à des derviches tourneurs, engoncés dans des robes de raphia dénommées ahouya serties de plumes d'oiseaux divers (miododo), et manipulant une marotte qui représente généralement une tête de Koyo peinte exhibant les scarifications particulières de l'ethnie. Elle renseigne ainsi fondamentalement sur les paradigmes canoniques de la beauté Koyo-Ngombe. De plus en plus, les marottes s'inspirent de l'histoire politique et militaire : certaines, aujourd'hui, représentent des militaires ou des hommes politiques célèbres. Le village vainqueur est celui dont les danseurs se sont appliqués à répondre parfaitement aux exigences esthétiques de la danse et ont réalisé le plus grand nombre possible de tours dans la cour du village organisateur de la compétition.